# Omophron rotundatum
Omophron rotundatum (лат.) — вид жуков-жужелиц из подсемейства Omophroninae (Carabidae).
Встречается в странах Центральной и Средней Азии: Афганистан, Азербайджан, Армения, Ирак, Ирак, Казахстан, Кыргызстан, Китай, Таджикистан, Туркмения, Узбекистан. Мелкие жуки овальной формы. Длина тела 6—6,5 мм, ширина 3,8—4,4 мм.